# Pacto Federal

Bandiera dell'Argentina usata nelle province del Pacto Federal verso il 1840

Il Pacto Federal (patto federale) fu un trattato sottoscritto nella città argentina di Santa Fe il 4 gennaio del 1831 dalle province argentine di Buenos Aires, Entre Ríos e Santa Fe, con la quale si costituiva una alleanza offensiva per fare fronte alla recentemente formata Liga Unitaria.
Successivamente si incorporarono al patto altre province, tra il 1831 e il 1832.

## Discussioni previe
La prima riunione tra le province di Santa Fe, Entre Ríos, Corrientes e Buenos Aires, con lo scopo di formare un'alleanza, si realizzò a Santa Fe il 20 luglio 1830.
Parteciparono i deputati Domingo Cullen per Santa Fe, Diego Miranda per Entre Ríos, Pedro Ferré per Corrientes e José María Roxas y Patrón per Buenos Aires.

### Bozze di trattato
Si decise ad affidare a Roxas e a Ferré la redazione di una bozza di trattato.
Il deputato correntino propose tre punti chiave:
- che dovesse permanere la rappresentanza delle province legate, finché non si organizzasse la nazione, con attribuzioni determinate;
- che questa stessa rappresentanza dovesse fare il possibile per ottenere l'organizzazione generale del Paese;
- che tale rappresentanza mettesse ordine al commercio esteriore e alla navigazione dei fiumi.

Roxas y Patrón si oppose a queste idee, dicendo di non possedere le facoltà per trattare tali questioni, perciò il 24 luglio il deputato di Buenos Aires presentò la sua bozza.
In un memorandum esplicativo segnalava che era sicuro che gli abitanti delle altre province dovessero pagare, alla dogana della Città autonoma di Buenos Aires, il prezzo di ciò che consumavano oltre ai diritti di esportazione dei prodotti.
Aggiungeva però che Buenos Aires avrebbe coperto il debito nazionale, vegliato per la sicurezza delle coste e del fiume, avrebbe mantenuto agenti e consoli nei paesi esteri, tenuto le relazioni esterne e avrebbe risposto per i danni causati dai corsari della repubblica.
Ferré rispose con un altro memorandum dove criticava la libera importazione dei prodotti che il paese produceva e la esclusività del porto di Buenos Aires, base del commercio di quell'epoca.
Proponeva la abilitazione di altri posti, tra cui quello di Santa Fe, la proibizione delle importazioni di alcuni prodotti e che gli ingressi della dogana beneficiassero tutte le province.
Nel suo progetto Ferré proponeva che la commissione dei deputati di tutte le province avesse a carico i compiti di mantenere la pace e dichiarare guerra, organizzare gli eserciti, decidere l'utilizzo dei fondi per sostenere a questi ultimi e invitare tutte le province a un congresso generale che redigesse ed emanasse una costituzione.
Fino a quel momento, la commissione si sarebbe occupata del commercio esterno, avrebbe regolato la navigazione dei fiumi Paraná e Uruguay e avrebbe promosso lo sviluppo industriale.
Roxas y Patrón rimase inflessibile e Ferré optò per ritirarsi dalle negoziazioni.

### La firma
Rosas inviò istruzioni a Roxas y Patrón perché accettasse una commissione composta da un deputato per ognuna delle province litorali. Il governatore santafesino Estanislao López comunicò ai suoi colleghi di Entre Ríos e Corrientes che nominassero i suoi rappresentanti per continuare con i lavori.
Alla fine i rappresentanti di Buenos Aires, Santa Fe e Entre Ríos riuscirono a trovare un accordo e firmarono, il 4 gennaio 1831 il Pacto Federal. Corrientes aderì al trattato più tardi, incorporando il suo deputati il 19 agosto del 1831 alla commissione rappresentativa dei governi delle province litorali creata dal patto e stabilitasi nella città di Santa Fe.

## Ripercussioni del patto
La firma del patto provocò certe ripercussioni sulle province e si stabilirono alcuni obiettivi da compiere, ovvero:
- Se obbligavano a resistere a qualsiasi invasione straniera del territorio di qualsiasi delle province contraenti, o di qualcuna delle altre componevano lo Stato Argentino.
- Costituivano una alleanza offensiva e difensiva contro qualsiasi aggressione da parte delle altre province della repubblica, che minacciasse la integrità e la indipendenza dei suoi territori.
- Non potevano stringere accordi privati senza il previo accordo delle altre province, ma che non lo avrebbero negato se questo non avesse pregiudicato l'interesse generale.
- Promettevano di non dare asilo a nessun criminale che fuggisse dalle altre per qualsiasi delitto, e metterlo a disposizione del governo rispettivo che lo reclami come tale.
- Permettevano la libera entrata e uscita delle persone o frutti da una provincia all'altra per via fluviale o terrestre senza applicare nessun tipo di imposte.
- Tutti possedevano uguali diritti, salvo per le funzioni di governo, nel qual caso dovevano essere nati nella provincia della quale volessero essere governatori.
- Le province potevano associasi alla "Lega delle Province del Litorale" sotto le stesse condizioni delle prime e con previa accettazione di queste.
- Nel caso in cui fosse stata attaccata una delle firmatarie, sarebbe stata soccorsa dalle altre, le cui forze sarebbero state sotto il comando locale.

## Adesioni posteriori
Durante lo stesso anno 1831 e durante il 1832 si produssero le adesioni di altre province argentine.
- Mendoza il 9 agosto 1831
- Córdoba il 21 agosto 1831
- Santiago del Estero il 12 marzo 1832
- La Rioja il 12 agosto 1832
- Tucumán il 18 ottobre 1832
- Salta el 4 luglio 1832
- San Luis el 12 luglio 1832
- Catamarca el 1º settembre 1832
- San Juan, sebbene indirettamente, il 3 maggio del 1832.

## Il Patto come Costituzione
A sua volta, il Pacto Federal servì in pratica come Costituzione dell'Argentina fino alla firma della Costituzione argentina del 1853.
Sebbene fosse stata pianificata la formazione di un Congresso Costituente, la iniziativa si protrasse per il veto di Juan Manuel de Rosas, uomo forte del patto, governatore di Buenos Aires e rappresentante della allora Confederación Argentina.
Il Congresso Generale Costituente non si convocò fino al suo decadimento, avvenuto nel 1852 per mano dell'Ejército Grande di Justo José de Urquiza.
Solo allora venne riaffermata la forma di governo "repubblicana, rappresentativa e federale".